# Hannes Koch (Politiker)
Hannes Koch (* 27. Juli 1973 in Luzern; heimatberechtigt in Luzern) ist ein Schweizer Politiker (Grüne).

## Leben
Hannes Koch absolvierte an der Schule für Gemeindekrankenpflege in Sarnen eine Ausbildung zum Pflegefachmann, bildete sich anschliessend auf dem Spezialgebiet Spitex-Pflege weiter und war während zehn Jahren für die Spitex Luzern tätig. Ab 2003 war er im Auftrag des Weiterbildungszentrums für Gesundheitsberufe WE'G in Aarau als selbstständiger Spitex-Berater in der ganzen Deutschschweiz und im Kanton Waadt tätig. Ebenfalls ab 2003 arbeitete Koch als Verkäufer und Leiter der Montageabteilung bei der Velociped AG in Kriens und ab 2008 war er zudem als Produktmanager, Ausbildner und Tester bei der Syseca Informatik AG in Altishofen tätig. Seit 2011 arbeitet Hannes Koch bei der Spitex Kriens, anfangs als Leiter Dienstleistungen und Mitglied der Geschäftsleitung, später als Geschäftsleiter. Koch ist verheiratet und Vater von zwei erwachsenen Kindern. Er lebt in Luzern.

## Politik
Hannes Koch rückte 2011 für die Lokalpartei L20 in den Einwohnerrat (Legislative) von Horw nach, dem er bis 2018 angehörte und dem er 2015/2016 als Einwohnerratspräsident vorstand.
Im März 2018 rückte Hannes Koch für den in den Nationalrat nachrückenden Michael Töngi in den Kantonsrat des Kantons Luzern nach. Er war von 2018 bis 2019 Mitglied der Kommission Verkehr und Bau sowie Ersatzmitglied der Aufsichts- und Kontrollkommission. 2019 war er Ersatzmitglied der Kommission Gesundheit, Arbeit und soziale Sicherheit. Seit 2019 ist Hannes Koch Mitglied der Kommission Gesundheit, Arbeit und soziale Sicherheit und der Aufsichts- und Kontrollkommission. Bei den Wahlen 2024 kandidiert Hannes Koch für die grüne soziale Partei L20 für den Gemeinderat und das Gemeindepräsidium seiner Wohngemeinde Horw.
Hannes Koch ist seit 2015 Vorstandsmitglied, seit 2017 Vizepräsident und seit 2020 Co-Präsident der Grünen Luzern. Er ist seit 2018 Vorstandsmitglied des Luzerner Gewerkschaftsbundes LGB und seit 2022 Vorstandsmitglied des Spitex-Kantonalverbands Luzern. Seit 2018 ist er Mitglied des Verwaltungsrates der Velociped AG in Kriens.